# Nicolai Larsen
Nicolai Larsen est un footballeur danois né le 9 mars 1991 à Herlev au Danemark. Il évolue au poste de gardien de but au Silkeborg IF.

## Biographie

### Clubs
Formé au Lyngby BK, Nicolai Larsen signe son premier contrat professionnel avec l'AaB Aalborg en 2010, à l'âge de 19 ans.

Initialement remplaçant, il devient le gardien numéro 1 du club à partir de la saison 2011-2012, à la suite du départ de l'international marocain Karim Zaza.
Avec Aalborg, il remporte la Superliga 2013-2014, et participe la saison suivante à la Ligue Europa, atteignant les seizièmes de finale (élimination par le FC Bruges).
À la toute fin du mercato d'été 2017, il est transféré au FC Nordsjaelland, autre pensionnaire de Superliga. Son temps de jeu est assez limité, l'international islandais Rúnar Alex Rúnarsson lui étant préféré.
Le 25 juin 2020, il signe, libre, avec l'En avant Guingamp pour une durée de deux saisons plus une en option.
Lors de l'été 2021, Nicolai Larsen fait son retour au Danemark, s'engageant en faveur du Silkeborg IF, tout juste promu en première division danoise. Le transfert est annoncé le 21 juin 2021 et il signe un contrat de deux ans, soit jusqu'en juin 2023.

### Sélection nationale
Nicolai Larsen a régulièrement été sélectionné en équipe nationale de jeunes, des moins de 16 ans jusqu'aux espoirs.

## Palmarès
- Champion du Danemark en 2014 avec l'AaB Aalborg
- Vainqueur de la Coupe de la Ligue danoise en 2014 avec l'AaB Aalborg